# أوين كرو
أوين كرو هو لاعب بوكر كندي، ولد في 1982 في هاليفاكس في كندا.